# Knjahynyne
Knjahynyne (ukrainisch Княгинине; russisch Княгинино Knjaginino, polnisch Kniahinin) ist ein Dorf im Süden der ukrainischen Oblast Riwne mit etwa 500 Einwohnern (2001).

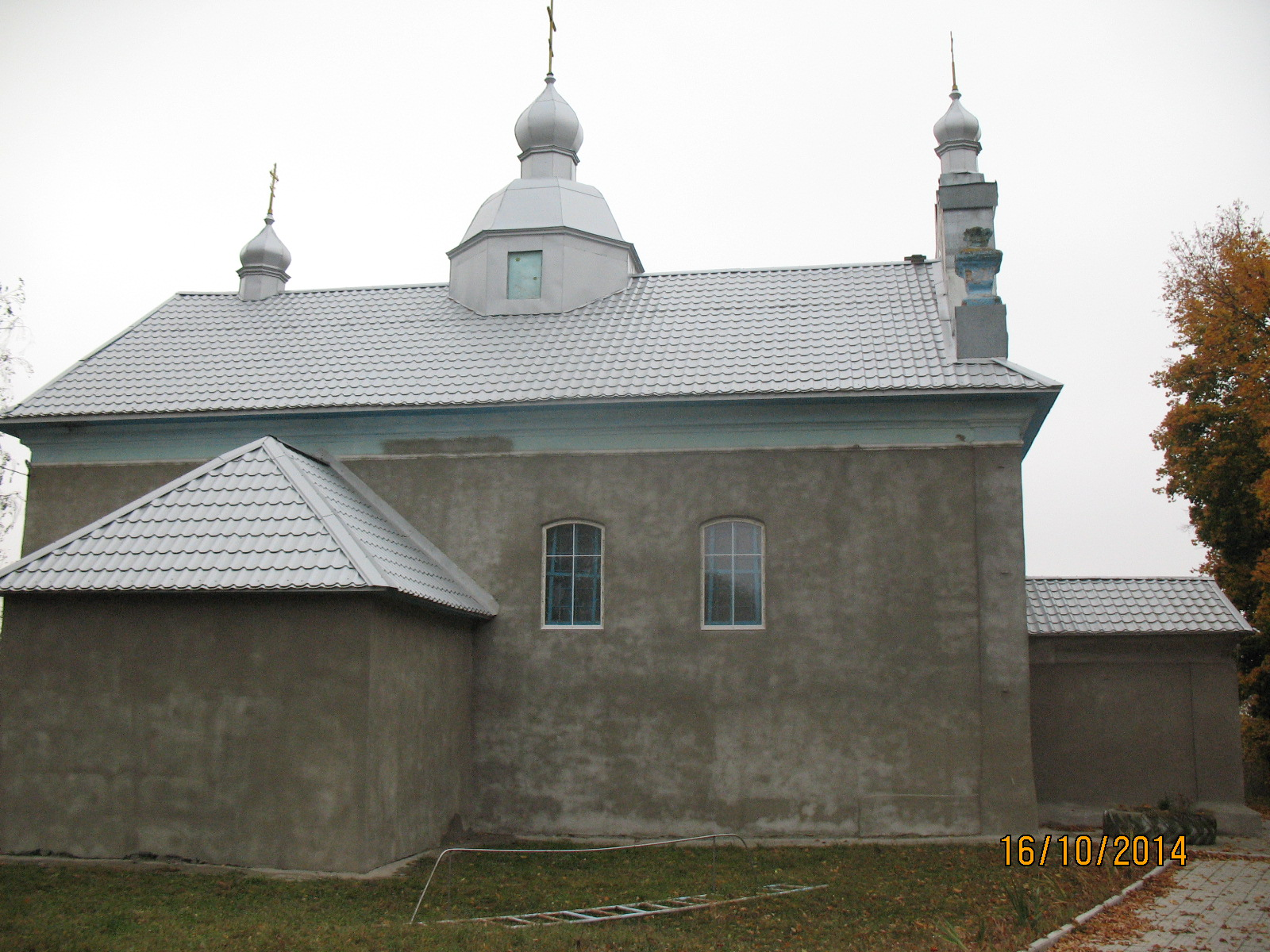
Kirche im Ort

## Geographische Lage
Knjahynyne liegt im Rajon Dubno an der Territorialstraße T–18–13 8 km nördlich vom ehemaligen Rajonzentrum Demydiwka, etwa 80 km südwestlich der Oblasthauptstadt Riwne und 38 km südlich von Luzk.

## Geschichte
Der Ort wurde 1545 zum ersten Mal schriftlich erwähnt und lag zunächst in der Adelsrepublik Polen-Litauen (Woiwodschaft Wolhynien), nach der 3. Teilung Polens kam der Ort 1795 zum Russischen Reich in das Gouvernement Wolhynien. Nach dem Ende des Ersten Weltkrieges wurde der Ort ein Teil der Zweiten Polnischen Republik (Woiwodschaft Wolhynien, Powiat Dubno, Gmina Kniahinin), nach dem Ausbruch des Zweiten Weltkrieges wurde das Gebiet durch die Sowjetunion und ab 1941 durch Deutschland besetzt. 1945 kam es endgültig zur Sowjetunion und wurde in die Ukrainische SSR eingegliedert. Nach dem Zusammenbruch der Sowjetunion wurde das Dorf 1991 Teil der unabhängigen Ukraine und wurde das Zentrum einer gleichnamigen Landratsgemeinde, zu der noch die Dörfer Ochmatkiw (Охматків ⊙), Perekali (Перекалі ⊙) und Wyschnewe (Вишневе ⊙) im Nordosten des Rajons Demydiwka gehörten.
Am 13. September 2016 wurde das Dorf ein Teil der neugegründeten Siedlungsgemeinde Demydiwka (Демидівська селищна громада Demydiwska selyschtschna hromada).
Am 17. Juli 2020 wurde der Ort Teil des Rajons Dubno.

## Söhne und Töchter der Ortschaft
Am 1. September 1925 kam im Dorf der Physiker und Politiker Ihor Juchnowskyj († 2024) zur Welt.